# Lutzomyia ininii
Lutzomyia ininii är en tvåvingeart som först beskrevs av Floch H., Abonnenc E. 1943.  Lutzomyia ininii ingår i släktet Lutzomyia och familjen fjärilsmyggor. Inga underarter finns listade i Catalogue of Life.